# Ivanovți, Vidin
Ivanovți (în bulgară Ивановци) este un sat în comuna Vidin, regiunea Vidin,  Bulgaria. 

## Demografie
Componența etnică a satului Ivanovți
     Bulgari (98%)
     Nicio identificare (2%)
     Altele (0%)
La recensământul din 2011, populația satului Ivanovți era de 100 locuitori. Din punct de vedere etnic, majoritatea locuitorilor (98%) erau bulgari. Pentru 2% din locuitori nu este cunoscută apartenența etnică.